# Abua-Odual jezici
Abu-Odual jezici, maleni skup od dva jezika iz nigerijske države Rivers koji pripadaju centralnim delta jezicima, nigersko-kongoanska porodica. Broj govornika ukupno iznosi oko 43.000. Predstavnici su mu abua [abn], 25.000 (Faraclas 1989) u području lokalnih samouprava LGA Degema i Ahoada, i odual [odu], 18.000 (1989) u LGA Abua-Odual

## Vanjske poveznice
- Ethnologue (14th)
- Ethnologue (15th)